# Mistrzostwa Świata w Kolarstwie Torowym 1952
49. Mistrzostwa Świata w Kolarstwie Torowym 1952 odbyły się w stolicy Francji – Paryżu. Rozegrano pięć konkurencji: sprint zawodowców i amatorów, wyścig na dochodzenie zawodowców i amatorów oraz wyścig ze startu zatrzymanego zawodowców.

## Medaliści

### Mężczyźni
| Konkurencja                                   | Złoto              | Srebro              | Brąz          |
| --------------------------------------------- | ------------------ | ------------------- | ------------- |
| Sprint indywidualny amatorów                  | Enzo Sacchi        | Marino Morettini    | Cyril Peacock |
| Wyścig indywidualny na dochodzenie amatorów   | Piet van Heusden   | Mino De Rossi       | Loris Campana |
| Sprint indywidualny zawodowców                | Oscar Plattner     | Georges Senfftleben | Jan Derksen   |
| Wyścig indywidualny na dochodzenie zawodowców | Sidney Patterson   | Antonio Bevilacqua  | Lucien Gillen |
| Wyścig ze startu zatrzymanego zawodowców      | Adolph Verschueren | Walter Lohmann      | Henri Lemoine |

## Klasyfikacja medalowa
| Miejsce | Państwo         |   |   |   | Razem |
| ------- | --------------- | - | - | - | ----- |
| 1.      | Włochy          | 1 | 3 | 1 | 5     |
| 2.      | Holandia        | 1 | 0 | 1 | 2     |
| 3.      | Australia       | 1 | 0 | 0 | 1     |
|         | Belgia          | 1 | 0 | 0 | 1     |
|         | Szwajcaria      | 1 | 0 | 0 | 1     |
| 6.      | Francja         | 0 | 1 | 1 | 2     |
| 7.      | RFN             | 0 | 1 | 0 | 1     |
| 8.      | Luksemburg      | 0 | 0 | 1 | 1     |
|         | Wielka Brytania | 0 | 0 | 1 | 1     |